# Vukovina
Vukovina je naselje u Zagrebačkoj županiji u neposrednoj blizini Velike Gorice. Na njezinom se prostoru nalazi župna crkva Pohoda blažene djevice Marije, mjesno groblje, OŠ Vukovina  Arhivirana inačica izvorne stranice od 9. lipnja 2020. (Wayback Machine) vrtić Ciciban te NK Ban Jelačić Vukovina. Prema popisu iz 2011. godine ima 947 stanovnika. Nalazi se na glavnoj prometnici Zagreb - Sisak te je autobusnom linijom direktno povezana s Velikom Goricom. Prvi se puta u pisanim dokumentima spominje 1630. godine, u viziti arhiđakona Martina Bogdana.

## Stanovništvo
| broj stanovnika | 285   | 311   | 284   | 430   | 402   | 428   | 350   | 359   | 364   | 374   | 414   | 503   | 611   | 856   | 970   | 947   | 884   |
|                 | 1857. | 1869. | 1880. | 1890. | 1900. | 1910. | 1921. | 1931. | 1948. | 1953. | 1961. | 1971. | 1981. | 1991. | 2001. | 2011. | 2021. |

## Obrazovanje
OŠ Vukovina je osnovna škola iz naselja Vukovine kraj Velike Gorice sa šest područnih četverorazrednih škola: PŠ Buševec, PŠ Mraclin, PŠ Rakitovec, PŠ Veleševec, PŠ Bukevje i PŠ Novo Čiče. Nastava se održava u pedeset razrednih odjela, s oko 1170 učenika. Dana 10. rujna 1976. godine otvorena je nova školska zgrada u Gornjem Podotočju (nakon velikog požara u kojem je izgorjela stara zgrada u Vukovini). Danas je isto ostarjela, prostorni uvjeti u kojima se treba odvijati nastava nisu zadovoljavajući (nedostatak učioničkog prostora), velika je udaljenost područnih škola od matične, (npr. PŠ Veleševec je udaljena 30 km). Bez obzira na spomenute teškoće, učitelji ulažu veliki napor da učenicima škole pruže solidno osnovnoškolsko obrazovanje. Učenici OŠ Vukovina s uspjehom se upisuju u srednje škole Velike Gorice i Zagreba, te postižu zamjetne rezultate na gradskim, županijskim i državnim natjecanjima iz svih nastavnih predmeta.[nedostaje izvor]

## Znamenitosti
- Crkva Pohoda Blažene Djevice Marije
- Kurija Alapić

## Šport
- NK Jelačić Vukovina
- OK Velika Gorica - odbojkaška škola u OŠ Vukovina  Arhivirana inačica izvorne stranice od 9. lipnja 2020. (Wayback Machine)